# Działo samobieżne Eva
Działo samobieżne Eva – słowacki prototyp samobieżnego działa na platformie kołowej. Opracowane przez Konštrukta Defence, zademonstrowane na IDET 2015.
Działo powstało z zamontowania na podwoziu 6x6 produkcji Tatry armatohaubicy kalibru 155 mm i długości lufy 52 kalibrów, przejętej z aramtohaubicy Zuzana 2.
Dzięki zmniejszeniu podwozia (Zuzana miała podwozie 8x8), rezygnacji z wieży i innym modyfikacjom masę całkowitą ograniczono do 20,2 t, co pozwala na przewożenie działa na pokładzie samolotu Lockheed C-130 Hercules.
Działo wyposażone jest w system automatycznego ładowania, zawierający w dwóch zasobnikach 12 pocisków, ładunków miotających i spłonek. Po wystrzeleniu 12 pocisków załoga może załadować do automatu kolejne 12 zestawów, przewożonych w hermetycznych, lekko opancerzonych pojemnikach.
W normalnym trybie załoga prowadzi strzelanie z lekko opancerzonej kabiny (przejętej z systemu Morak). Działo ma rezerwowe stanowisko naprowadzania, umieszczone na zewnątrz. Celowniczy naprowadza wtedy działo za pomocą dżojstika.
Kąt ostrzału to po 40° na obie strony w azymucie, podniesienie lufy można zmieniać od -3,5° do +75°. Maksymalna donośność to 41 km.
Głównym sposobem strzelania jest ogień pośredni w którym nastawy są wypracowane przez system kierowania ogniem na podstawie informacji o celach spływających z dowództwa lub posterunków obserwatorów oraz własnych danych o położeniu działa. Dla określenia własnego położenia działo jest wyposażone w system nawigacji bezwładnościowej oraz topodowiązania.
Działo może strzelać pojedynczymi pociskami, może wystrzelić serię 12 pocisków w 3 minuty albo strzelać kilka pocisków z różnymi kątami podniesienia lufy, aby pociski osiągnęły cel jednocześnie (tryb MRSI).
Działo może prowadzić ogień bezpośredni, wykorzystując kamerę termowizyjną, kamerę dzienną i dalmierz laserowy, które są połączone w jeden blok, umieszczony po lewej stronie lufy. Zestaw ten pozwala na prowadzenie celnego ognia do celu o rozmiarach 2,3x2,3 m na odległość 1,5 km w każdych warunkach. Działo ma także klasyczny celownik mechaniczny.
W 2015 działo przechodziło próby zakładowe. Konštrukta Defence zadeklarowało, że seryjna produkcja może się rozpocząć w 2016.